# Fuego amigo

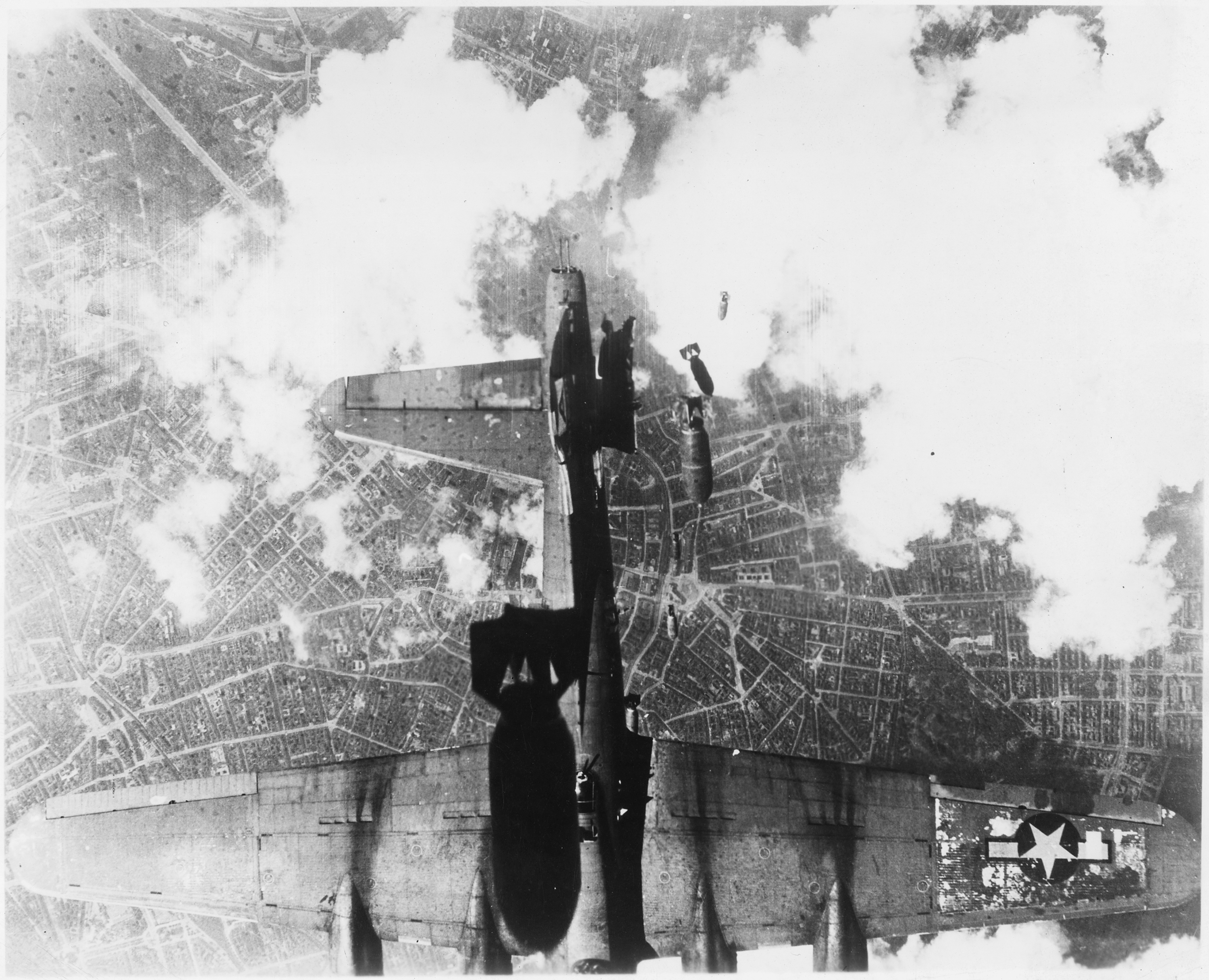
Un avión B-17 de EE. UU. es alcanzado accidentalmente por las bombas lanzadas por otro avión de su misma escuadra durante un ataque en la Segunda Guerra Mundial.

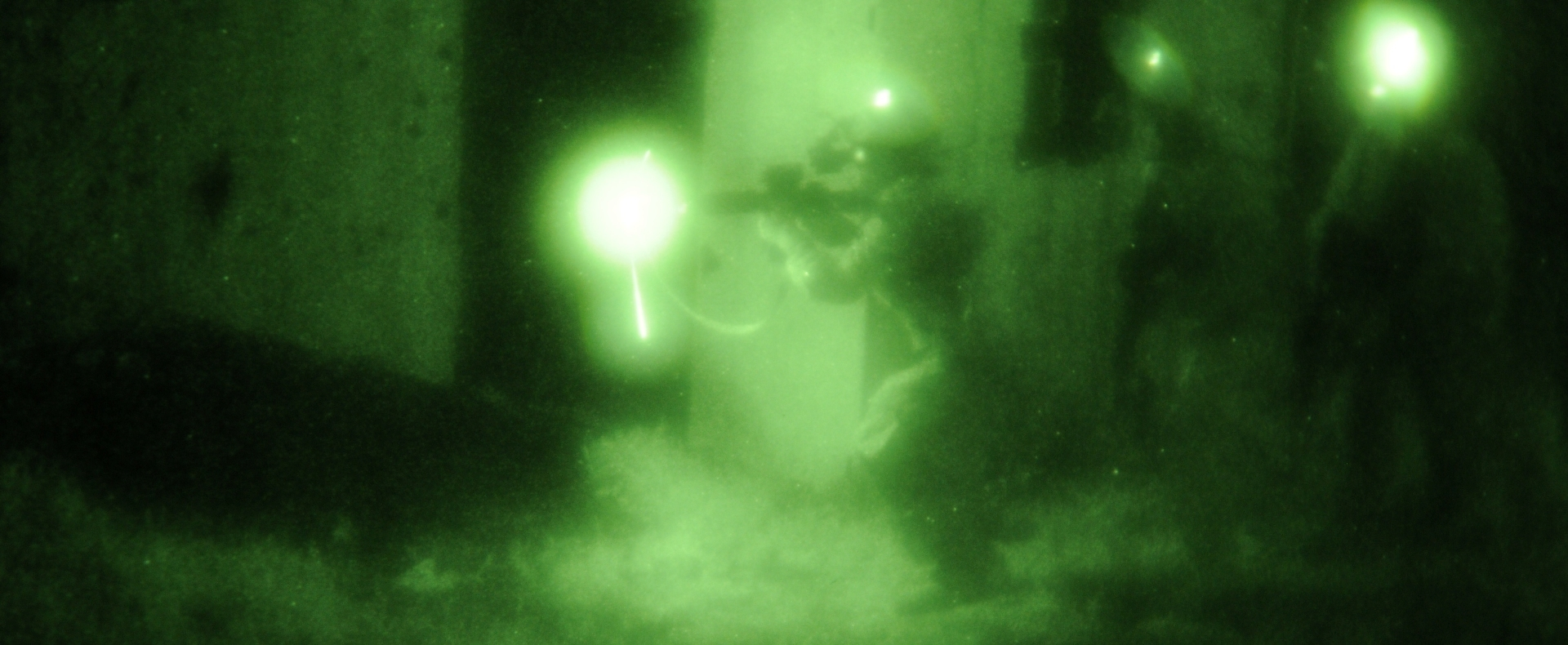
Soldados estadounidenses realizan un asalto nocturno en el Centro de entrenamiento conjunto de maniobras de Camp Atterbury durante el Bold Quest 2011, un ejercicio de evaluación de combate de la coalición líder para probar la interoperabilidad de los sistemas de identificación de objetivos de los países miembros para reducir los incidentes de fuego amigo.

En la jerga militar, se denomina fuego amigo o fuego aliado a los disparos provenientes del propio bando. Este tipo de incidentes suelen estar producidos por errores, casi siempre humanos, debidos normalmente a fallos en la identificación del objetivo. Dentro de las naciones de la OTAN se suele identificar a estos incidentes con el término azul contra azul (azul es el color de los aliados en la OTAN y el naranja se reservaba para las tropas del Pacto de Varsovia). También se usa el término fratricidio, aunque erróneamente, pues el fratricidio es a propósito y el Fuego Amigo siempre es accidental.
Por lo general, las bajas propias por fuego amigo se producen frecuentemente en acciones aire-tierra o tierra-aire, al ser la coordinación del espacio aéreo una de las cuestiones más complicadas en una acción bélica. Así, uno de los casos más comunes de ataques sobre fuerzas del mismo bando involucra a unidades de defensa antiaérea y aviones aliados o amigos. La altitud, los reflejos de la luz del sol, la falta de experiencia o entrenamiento de los servidores de baterías antiaéreas y muchos otros factores conducen a incidentes de fuego amigo.
Otra de las causas del fuego amigo es cuando se realizan acciones de «fuegos de apoyo» con el fin de prestar auxilio a las tropas de vanguardia, constituyendo una barrera de fuego delante de las mismas para protegerla del enemigo. Este es más eficaz cuanto más próximo esté a los soldados propios, pero en contrapartida puede dar lugar a un mayor número de bajas dentro del propio bando cuando existe una leve descoordinación y la vanguardia avanza más rápidamente que el fuego de cobertura.
La Primera Guerra Mundial fue el primer conflicto en que el fuego amigo se convirtió en un problema preocupante. A fin de reducir la probabilidad de incidentes de ese tipo, los ejércitos de las naciones participantes distribuyeron tarjetas y diagramas de identificación de los aviones aliados y enemigos según su silueta y cómo ésta sería percibida por las tropas en tierra.
Durante la Segunda Guerra Mundial, se continuó el uso de las tarjetas, diagramas de identificación y modelos de resina para identificar aviones y se comenzó a dotar a los aviones con dispositivos electrónicos llamados IFF (Identification Friend or Foe), o «identificación amigo o enemigo», los cuales consistían en un transmisor instalado en los aviones que enviaba una señal codificada, que en teoría era reconocida por un receptor empleado por las fuerzas amigas o aliadas. Dicho dispositivo ha sido perfeccionado a través de los años, aunque no ha podido evitar al 100 % los incidentes de fuego amigo terrestre contra aeronaves del mismo bando.
La mejor forma de evitar que las fuerzas terrestres sean atacadas por artillería o aviones amigos es mantener a estos últimos informados sobre la posición de las unidades en tierra. No obstante, en 1991 durante la guerra del Golfo, un avión estadounidense A-10 Warthog confundió una columna de camiones de transporte de tropas británicas con fuerzas iraquíes atacándola y mató a nueve soldados. Hay que tener en cuenta que en esta guerra, la mayor parte de las bajas británicas se debió al fuego aliado estadounidense.
A pesar de los avances tecnológicos en el campo militar, las acciones de fuego amigo continúan presentándose y aún siguen faltando medidas completamente efectivas para impedir dichos incidentes.